# Mamba noir (comics)
Pour les articles homonymes, voir Mamba noir (homonymie).
Tanya Sealy, alias le Mamba noir (« Black Mamba » en VO) est une super-vilaine évoluant dans l'univers Marvel de la maison d'édition Marvel Comics.

## Biographie du personnage

### Origines et parcours
Née à Chicago, la call girl Tanya Sealy est sélectionnée par la Roxxon Oil Company (en) pour devenir un agent spécial. Aux labos de la Brand Corp., une filiale, on lui implanta un émetteur dans le lobe frontal.
Elle reçut pour première mission de retrouver la Couronne du Serpent en compagnie de l'Escouade des serpents.
Elle resta avec certains des membres pour devenir mercenaire, puis elle fut invitée à rejoindre la Société du serpent
On l'a récemment vue au côté des Maîtres du Mal contre les Thunderbolts, et avec Bad Girls Inc., où le trio féminin affronte Deadpool, qu'elle aidera finalement contre la Boîte noire.

### Civil War
Au cours de la guerre civile opposant super-héros pro-SHRA et rebelles à la loi, Mamba noir et Asp suivirent Diamondback au sein de la résistance de Captain America. À la fin du conflit, les femmes refusèrent l'amnistie et s'échappèrent.
Norman Osborn devint le nouveau directeur de la sécurité nationale et retrouva les fugitives. Mamba Noir s'était de son côté rallié à des ex-partenaires de la Société du Serpent barricadés dans un entrepôt. Nova, qui venait de revenir sur Terre, captura tous les fugitifs.
Norman Osborn lui offrit une place au sein de l'Initiative. Après une courte période d'entraînement, Mamba et Asp formèrent les Women Warriors, l'équipe fédérale du Delaware, en fait sous la coupe du criminel The Hood.
Avec le groupe, elle défendit l'aéroport de Washington d'une attaque terroriste.
Quand Osborn décida d'assiéger Asgard, les Women Warriors firent partie des troupes.

## Pouvoirs et capacités
Mamba noir possède le pouvoir de conjurer un brouillard semi-solide et visqueux composé de Darkforce, qu'elle contrôle à volonté. Elle s'en sert pour étreindre, étouffer et écraser ses victimes.
- La force de cette matière est assez puissante pour retenir la Chose des Quatre Fantastiques, ce qui indiquerait une pression d'environ 65 tonnes. Cependant, Mamba noir ne se sert plus vraiment de cette capacité.
- Elle préfère désormais utiliser le pouvoir psionique de sa Darkforce, qui hypnotise ses ennemis en leur faisant penser à leur plus grand fantasme.
- Elle possède aussi un pouvoir hypnotique qui trouble ses victimes, s'imaginant que la Darkforce a la forme d'un être aimé. La force de l'illusion est terrible, même pour un adversaire mentalement entraîné. La victime étreinte par l'illusion meurt d'asphyxie dans un état euphorique total.
- Elle semble liée à la Darkforce. Si l'énergie noire est traversée par un autre type d'énergie puissante, Tanya en souffrira et pourra même perdre conscience